# Bracteato

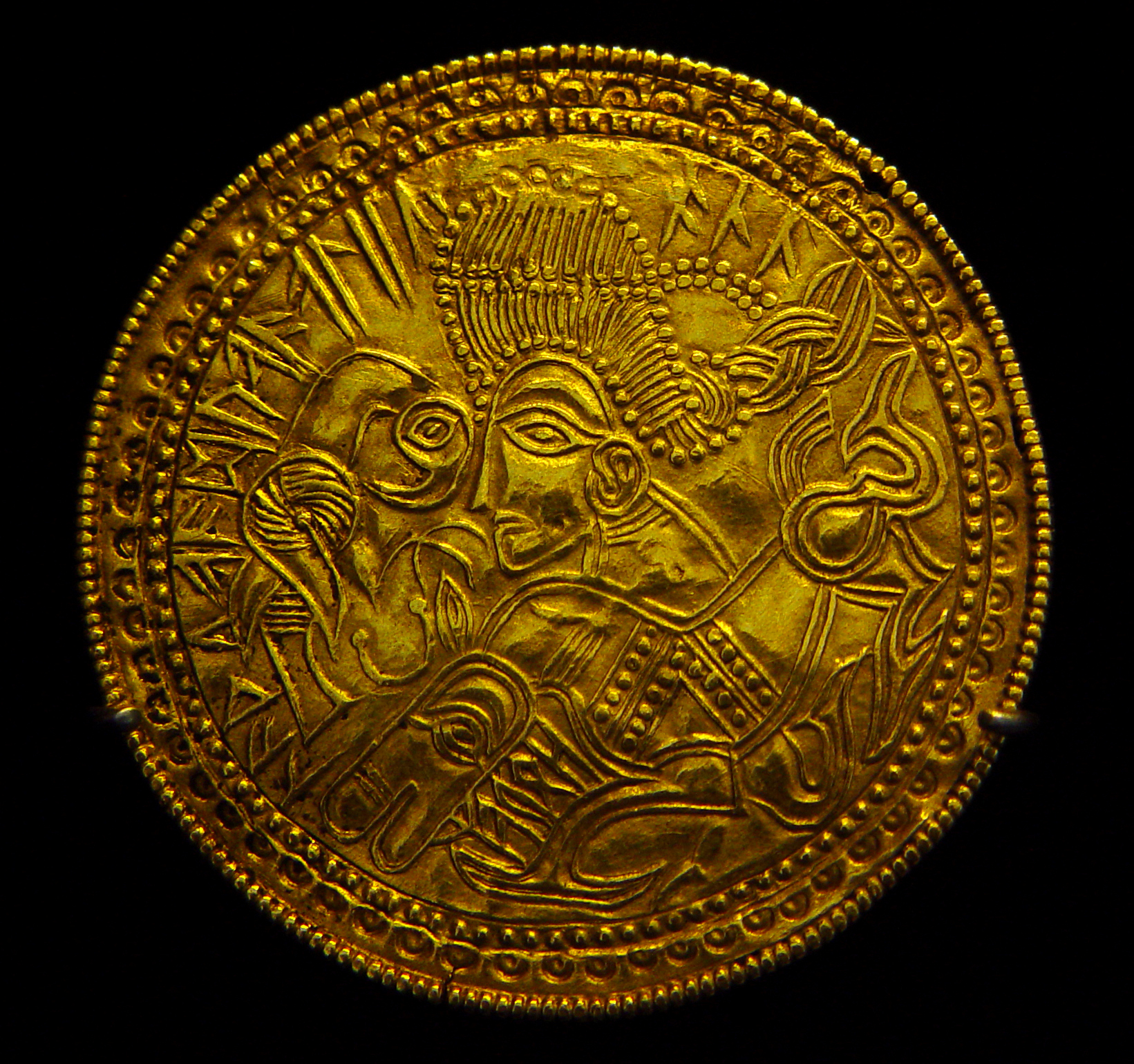
Bracteato DR BR42 que lleva la inscripción «Alu».

Un bracteato (del latín bractea, pieza fina de metal) es un tipo de medalla generalmente de oro que se llevaba como ornamento en la Europa del Norte en la Edad del Hierro germánica, principalmente durante la época de las invasiones bárbaras (incluida la era de Vendel en Suecia). El término se usó también posteriormente para denominar a unas monedas de plata que se fabricaron en Europa central en la primera mitad de la Edad Media.

## Bracteatos de oro de la antigüedad tardía

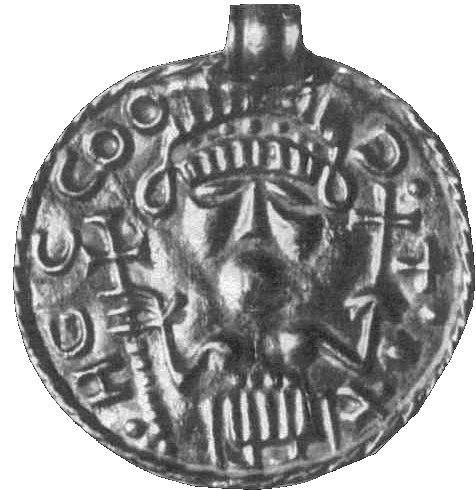
Bracteato B, B7 o tipo "Fürstenberg", encontrado en Welschingen (IK 389), se supone que representa a la deidad Frija-Frigg.

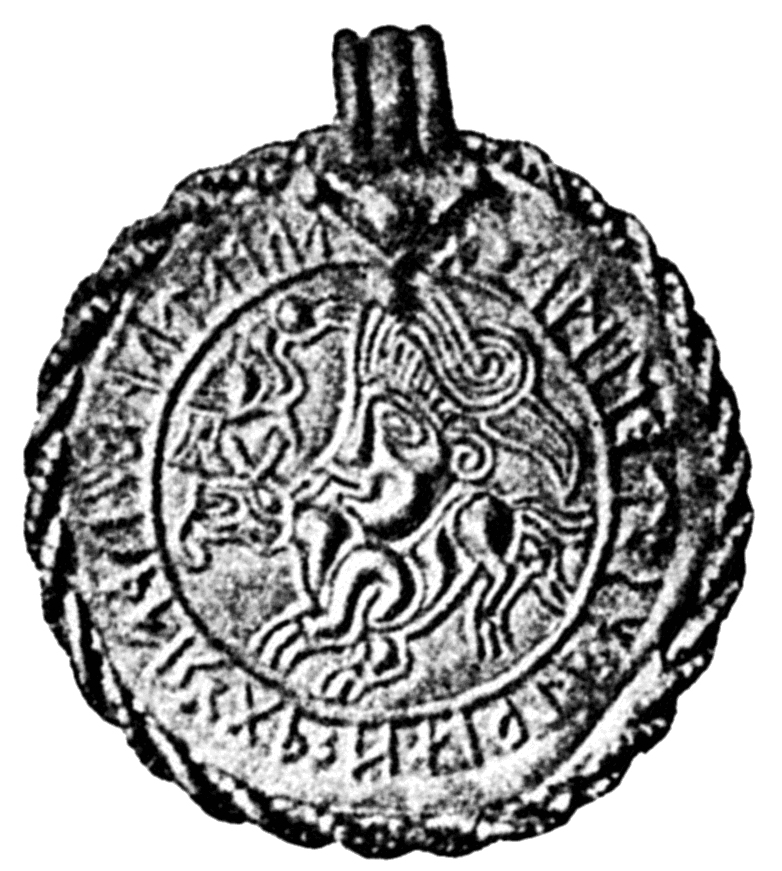
El bracteato de Vadstena, un bracteato C típico.

Se denominan bracteatos de oro a cierto tipo de piezas de joyería realizadas principalmente entre los siglos V y VII por los pueblos germánicos, que siguen varios modelos. La mayoría estaban engarzados o tenían un enganche para colocar un cordón ya que solían estar destinados a lucir colgados del cuello, supuestamente como amuleto. El oro de los bracteatos procedía generalmente de las monedas pagadas por el imperio romano a sus vecinos germánicos del norte para mantener la paz.

### Motivos
Muchos bracteatos representan retratos de los reyes germánicos gobernantes con peinados en trenzas a la espalda característicos y representaciones de personajes de la mitología germánica, influenciados en diversos grados por la forma de realizar monedas romanas, mientras que otros representan motivos completamente originales. La frecuencia con la que aparecen motivos de la mitología germánica hace creer que eran iconos para los practicantes del paganismo germánico que les proporcionarían protección o eran usados para la adivinación.
A menudo la figura representada es un caballo de ocho patas, una lanza y aves, probablemente en referencia al dios Wodan - además de otros aspectos del personaje que aparecerían posteriormente en las representaciones del siglo XIII del dios Odín, como en la Edda poética. Por esta razón los bracteatos son objeto del estudio iconográfico del paganismo germánico. Varios bracteatos además muestran inscripciones rúnicas (se conocen un total de 133 inscripciones en bracteatos, siendo más de una tercera parte de todas las inscripciones existentes en futhark antiguo). Los bracteatos comúnmente llevan como motivo decorativo esvásticas.

### Tipos
Los bracteatos se clasifican en varias categorías con nombre de letra según sus motivos decorativos, un sistema de clasificación que ideado en 1855 por Christian Jürgensen Thomsen y publicado en un tratado de numismática danés llamado Om Guldbracteaterne og Bracteaternes tidligste Brug som Mynt y que el numismático sueco Oscar Montelius definió formalmente en su tratado Från jernåldern en 1869. Hay siete tipos:
- bracteatos A (unas 88 piezas): muestran la cara de una persona, con las monedas del imperio romano como modelo;
- bracteatos B (unas 91 piezas): muestran de una a tres figuras humanas de pie, sentadas o de rodillas, a menudo acompañadas de animales;
- bracteatos C (los mejor representados, con unas 413 piezas): muestran la cabeza de un hombre sobre un cuadrúpedo, se cree que representan al dios germánico Woden;[1]
- bracteatos D (unas 348 piezas): muestran una o más figuras muy estilizadas de animales;
- bracteatos E (unas 280 piezas): muestran un trisquel de formas animales bajo un círculo;
- bracteatos F (unas 17 piezas): es un subgrupo de los bracteatos D, que muestra una figura de animal imaginario;
- bracteatos M (unas 17 piezas): son imitaciones de dos caras de los medallones imperiales romanos.

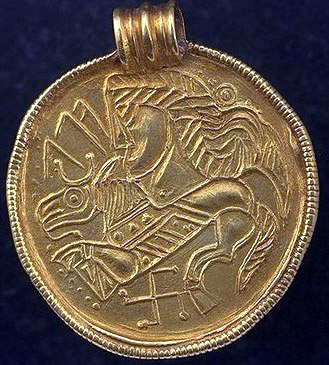
Bracteato de tipo A, con un busto de persona con peinado de trenzas y con una esvástica.

### Catálogo de piezas
Se han descubierto más de 970 bracteatos de la época de las invasiones germánicas de los tipos A, B, C, D y F. De los cuales 135 (aproximadamente el 11%) llevan inscripciones rúnicas con caracteres del futhark antiguo, que suelen ser muy cortas. La inscripciones más notables se encuentran en el bracteato Seeland-II-C (que ofrece protección para el viaje a quien lo lleve), bracteado de Vadstena (que enumera las letras del futhark antiguo con una inscripción supuestamente mágica) y el bracteato de Tjurkö (con una inscripción en verso escáldico).
A estos se les añaden unos 270 bracteatos E, pertenecientes al periodo de Vendel y por ello son ligeramente posteriores a los demás tipos. Se realizaron solo en Gotland, y mientras los primeros bracteatos estaban todos hechos en oro (excepto unos pocas piezas inglesas) los bracteatos E están hechos en plata o bronce.
Karl Hauck, el arqueólogo Morten Axboe y el runólogo Klaus Düwel trabajaron desde los años 1960 para crear un catálogo completo de todos los bracteatos germánicos del periodo de las invasiones, con fotografías de alta resolución y dibujos. Se publicó en tres volúmenes en alemán con el título Die Goldbrakteaten der Völkerwanderungszeit. Ikonographischer Katalog (Los bracteatos del periodo de las migraciones. Catálogo iconográfico).

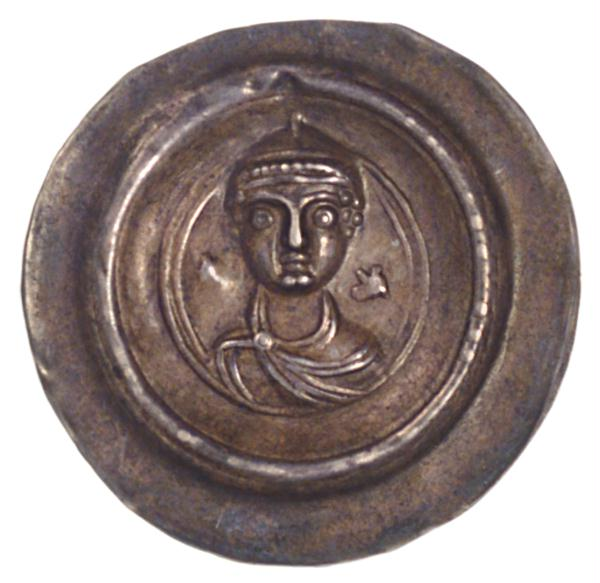
Bracteato de plata con el busto de Otón el Rico (1125-1190).

## Bracteatos de la Edad Media
Los bracteatos de plata medievales son distintos de los bracteatos del periodo de las invasiones germánicas y fueron el principal tipo de moneda medieval en las regiones germanoparlantes, excepto Renania, Westfalia y la región del Rin medio. Empezaron a acuñarse alrededor de 1130 en Sajonia y Turingia y salieron de circulación alrededor de 1520. En algunos cantones de Suiza se acuñaron monedas similares a los bracteatos como los rappen, heller y angster durante el siglo XVIII. 
En algunas regiones, los bracteatos fueron desacreditados (“verrufen”) en intervalos regulares (en Magdeburgo en el siglo XII, dos veces por año), por lo que tuvieron que ser canjeados por bracteatos nuevos. Durante este proceso, cuatro monedas antiguas tuvieron que ser cambiadas, por ejemplo, por tres nuevas. La pérdida de la cuarta moneda era conocida como el dinero de impacto (“Schlaggeld”) y fue a menudo el único impuesto que recogían los gobernantes (Renovatio monetae). El dinero de impacto generó el efecto de aumentar la velocidad de la circulación del dinero. A través de la desacreditación, el dinero resultó poco atractivo como activo y su función como medio de cambio universal fue reforzada (función doble de dinero). Acumular activos monetarios (bracteatos) fue considerado poco interesante, por lo que se reforzó la inversión en propiedad, lo que generó un alza de la artesanía y las Artes.
El resultado de este proceso fue el período de desarrollo más importante en la historia alemana. En ese momento, las diferencias sociales eran tan equilibradas como después nunca más se ha conseguido en el curso histórico.
Los bracteatos de plata medievales podían ser grandes, pero la mayoría medían unos 15 milímetros de diámetro y pesaban alrededor de 1 gramo.